# Mười lời thề danh dự của quân nhân Quân đội nhân dân Việt Nam

Quân kỳ Quân đội nhân dân Việt Nam

Mười lời thề danh dự của quân nhân trong lực lượng vũ trang Quân đội nhân dân Việt Nam là lời tuyên thệ của tân binh, được đọc trong lễ chào cờ của Quân đội nhân dân Việt Nam. Nghi thức và mười lời thề này đã trở thành truyền thống lịch sử của Quân đội nhân dân Việt Nam từ những ngày đầu thành lập tới nay.

## Lịch sử
Lời tuyên thệ này có gốc là mười lời thề danh dự của đội Việt Nam Tuyên truyền Giải phóng quân đọc trong lễ thành lập ngày 22 tháng 12 năm 1944, dịp mà về sau được coi là ngày thành lập của Quân đội nhân dân Việt Nam.
Nội dung "Mười lời thề" được Đại tướng Võ Nguyên Giáp, khi đó là đội trưởng đội Việt Nam Tuyên truyền Giải phóng quân, soạn thảo.
Nội dung cơ bản của 10 lời tuyên thệ được giữ nguyên cho đến ngày nay. Một số chi tiết nhỏ được thay đổi theo từng giai đoạn lịch sử.

## Nội dung

### Hiện tại
Chúng tôi, Quân nhân trong Quân đội nhân dân Việt Nam, lấy danh dự người chiến sĩ cách mạng, xin thề dưới lá cờ vinh quang của Tổ quốc:
1. Hy sinh tất cả vì tổ quốc Việt Nam; dưới sự lãnh đạo của Đảng Cộng sản Việt Nam, phấn đấu thực hiện một nước Việt Nam hòa bình, độc lập và xã hội chủ nghĩa, góp phần tích cực vào cuộc đấu tranh của nhân dân thế giới vì hòa bình, độc lập dân tộc, dân chủ và chủ nghĩa xã hội.
"Xin thề"
2. Tuyệt đối phục tùng mệnh lệnh cấp trên; khi nhận bất cứ nhiệm vụ gì đều tận tâm, tận lực thi hành nhanh chóng và chính xác.
"Xin thề"
3. Không ngừng nâng cao tinh thần yêu nước xã hội chủ nghĩa, tinh thần quốc tế vô sản, rèn luyện ý chí chiến đấu kiên quyết và bền bỉ, thắng không kiêu, bại không nản, dù gian lao khổ hạnh cũng không sờn lòng, vào sống ra chết cũng không nản chí. Nhiệm vụ nào cũng hoàn thành, khó khăn nào cũng vượt qua, kẻ thù nào cũng đánh thắng.
"Xin thề"
4. Ra sức học tập nâng cao trình độ chính trị, quân sự, văn hóa, khoa học kỹ thuật, nghiệp vụ, triệt để chấp hành điều lệnh, điều lệ, rèn luyện tính tổ chức, tính kỷ luật và tác phong chính quy, xây dựng quân đội ngày càng hùng mạnh, luôn luôn sẵn sàng chiến đấu
"Xin thề"
5. Nêu cao tinh thần làm chủ tập thể xã hội chủ nghĩa, làm tròn nhiệm vụ chiến đấu bảo vệ tổ quốc, xây dựng chủ nghĩa xã hội và làm tròn nghĩa vụ quốc tế. Gương mẫu chấp hành và vận động nhân dân thực hiện mọi đường lối, chủ trương của Đảng, chính sách và luật pháp của Nhà nước.
"Xin thề"
6. Luôn luôn cảnh giác, tuyệt đối giữ bí mật quân sự và bí mật quốc gia. Nếu bị quân địch bắt, dù phải chịu cực hình tàn khốc thế nào cũng cương quyết một lòng trung thành với sự nghiệp cách mạng, không bao giờ phản bội xưng khai.
"Xin thề"
7. Đoàn kết chặt chẽ với nhau như ruột thịt trên tình thương yêu giai cấp; hết lòng giúp đỡ nhau lúc thường cũng như lúc ra trận; thực hiện toàn quân một ý chí.
"Xin thề"
8. Ra sức giữ gìn vũ khí trang bị, quyết không để hư hỏng hoặc rơi vào tay quân thù. Luôn nêu cao tinh thần bảo vệ của công, không tham ô, lãng phí.
"Xin thề"
9. Khi tiếp xúc với nhân dân làm đúng ba điều nên:
+ Kính trọng dân
+ Giúp đỡ dân
+ Bảo vệ dân
và ba điều răn:
- Không lấy của dân
- Không dọa nạt dân
- Không quấy nhiễu dân
Để gây lòng tin cậy, yêu mến của nhân dân, thực hiện quân với dân một ý chí.
"Xin thề"
10. Giữ vững phẩm chất tốt đẹp và truyền thống quyết chiến, quyết thắng của quân đội nhân dân, luôn tự phê bình và phê bình, không làm điều gì hại tới danh dự của quân đội và quốc thể nước Cộng hòa Xã hội chủ nghĩa Việt Nam.
"Xin thề"
Quyết tâm bảo vệ vững chắc Tổ quốc Việt Nam xã hội chủ nghĩa.

### Năm 1944
Nội dung 10 lời thề của đội Việt Nam tuyên truyền giải phóng quân năm 1944:,
Chúng tôi đội viên Đội Việt Nam tuyên truyền Giải phóng quân, xin lấy danh dự của một người chiến sĩ cứu quốc mà thề dưới lá cờ đỏ sao vàng năm cánh. Xin thề:
1. Hy sinh tất cả vì tổ quốc Việt Nam, chiến đấu đến giọt máu cuối cùng để tiêu diệt bọn phát xít Nhật-Pháp và bọn Việt gian phản quốc, làm cho nước Việt Nam trở nên một nước độc lập và dân chủ ngang hàng với các nước dân chủ trên thế giới.
2. Tuyệt đối phục tùng mệnh lệnh của cấp chỉ huy, khi nhận được mệnh lệnh gì sẽ tận tâm, tận lực thi hành cho nhanh chóng và chính xác.
3. Bao giờ cũng kiên quyết chiến đấu, dù gian lao khổ sở cũng không phàn nàn, vào sống ra chết cũng không sờn chí, khi ra trận quyết chí xung phong, dù đầu rơi máu chảy cũng không lùi bước.
4. Lúc nào cũng khẩn trương hoạt bát, hết sức học tập để tự rèn luyện thành một quân nhân cách mạng, xứng đáng là một người chiến sĩ tiên phong giết giặc cứu nước.
5. Tuyệt đối giữ bí mật cho bộ đội về nội dung tổ chức, về các cấp chỉ huy, tuyệt đối giữ bí mật cho tất cả các đoàn thể cứu quốc.
6. Khi ra trận nếu bị quân địch bắt được, thì dù cực hình tàn khốc thế nào cũng cương quyết một lòng trung thành với sự nghiệp giải phóng của toàn dân, không bao giờ cung khai phản bội.
7. Hết sức ái hộ bạn chiến đấu cũng như bản thân, hết lòng giúp đỡ nhau lúc thường cũng như lúc ra trận.
8. Hết sức giữ gìn vũ khí, không bao giờ để vũ khí hư hỏng, hay rơi vào tay quân thù.
9. Khi tiếp xúc với dân sẽ làm đúng ba điều răn: "không lấy của dân" – "không dọa nạt dân"- "không quấy nhiễu dân" và ba điều nên: "kính trọng dân" – "giúp đỡ dân" – "bảo vệ dân", để gây lòng tin cậy đối với dân chúng, thực hiện quân dân nhất trí giết giặc cứu nước.
10. Nêu cao tinh thần tự phê bình và phê bình, giữ tư cách cá nhân mô phạm, không làm điều gì hại đến thanh danh Giải phóng quân và Quốc thể của Việt Nam.

## Các văn kiện liên quan
Ngày 24 tháng 5 năm 1947, tại Hội nghị dân quân, tự vệ, du kích toàn quốc lần thứ nhất được tổ chức tại Định Quán, Định Hoá, Bắc Kạn; Tổng quân uỷ Quân đội Quốc gia và dân quân (tên gọi Quân đội nhân dân Việt Nam thời kỳ đầu kháng chiến chống Pháp) đã công bố Sắc lệnh của Chính phủ ban hành Mười lời thề danh dự và Mười hai điều kỷ luật dân vận của đội viên dân quân, tự vệ và du kích.
Tháng 6 năm 1947, Cục Chính trị - Quân đội Quốc gia và dân quân (tên gọi Quân đội nhân dân Việt Nam thời kỳ đầu kháng chiến chống Pháp) xuất bản tài liệu "44 câu hỏi về kháng chiến" trong đó công bố thêm các văn kiện mới ban hành cùng với Mười lời thề nói trên gồm có:
- Mười hai điều kỷ luật dân vận của quân nhân
- Mười lăm điều bí mật quân sự.[7]

Các văn kiện này đều được cán bộ, chiến sĩ toàn quân và các đội viên dân quân, tự vệ và du kích học thuộc lòng. Đối với các đơn vị chính quy, Mười lời thề danh dự được các chiến sĩ tuyên thệ vào mỗi buổi sáng khi tập hợp làm lễ chào cờ; Mười hai điều kỷ luật dân vận và Mười lăm điều bí mật quân sự đều được các cấp chỉ huy nhắc lại trong các buổi lễ đó.
Việc tuyên thệ bằng Muời lời thề của quân nhân quân đội nhân dân Việt Nam được quy định bằng pháp luật. Luật Sĩ quan Quân đội nhân dân Việt Nam (điều 10) và Luật Nghĩa vụ quân sự (Điều 8) đều có quy định: "Quân nhân tại ngũ và quân nhân dự bị phải tuyên thệ trung thành với Tổ Quốc, nhân dân và Nhà nước Cộng hoà xã hội chủ nghĩa Việt Nam". Bộ Quốc phòng Việt Nam đã thể chế hoá các điều trên đây trong Điều lệnh nội vụ của Quân đội nhân dân Việt Nam.

## Trong văn hóa
Lấy cảm hứng từ Mười lời thề, nhà viết kịch Lưu Quang Vũ đã sáng tác vở kịch Lời thề thứ chín cho Đoàn kịch nói Quân đội. Lưu Quang Vũ hoàn thành tác phẩm chỉ một thời gian ngắn trước khi qua đời vì tai nạn giao thông, vở diễn sau đó đã được dựng ở Nhà hát Tuổi trẻ và Nhà hát kịch Hà Nội và gặt hái nhiều thành công.